# Gmina Novigrad
Gmina Novigrad (chorw. Općina Novigrad) – gmina w Chorwacji, w żupanii zadarskiej. W 2011 roku liczyła  2375 mieszkańców.